# Horta de Can Puiggener
L'horta de Can Puiggener o del Fruiterar és el conjunt de petits horts que s'estenen a la vora del riu Ripoll, al barri sabadellenc de Can Puiggener.